# Pavel Kulička
Pavel Kulička (* 16. května 1958) je bývalý český politik, v 90. letech 20. století poslanec České národní rady a Poslanecké sněmovny za SPR-RSČ, pak za LSNS a Občanské národní hnutí.

## Biografie
Ve volbách v roce 1992 byl zvolen do ČNR, jako poslanec za Sdružení pro republiku - Republikánskou stranu Československa (volební obvod Jihomoravský kraj). Zasedal ve výboru pro sociální politiku a zdravotnictví.
Po vzniku samostatné České republiky v lednu 1993 se ČNR transformovala na Poslaneckou sněmovnu Parlamentu České republiky. V ní setrval do konce funkčního období, tedy do voleb v roce 1996. Již v listopadu 1992 opustil poslanecký klub SPR-RSČ. Důvodem pro rozkol byl fakt, že Kulička a několik dalších republikánských poslanců podpořil usnesení ČNR o převzetí kontinuity státní moci na území České republiky, čímž podpořil proces dělení Československa. 20. listopadu 1992 pak SPR-RSČ v zasedacím sále ČNR distribuovala fiktivní smuteční oznámení, v němž konstatovala, že „v pozdních večerních hodinách pošli na vrozenou křivici charakteru, ke které se přidala prudká infekce ptačího moru, Pavel Kulička, Eva Matoušková a Vítězslav Valach.“ Okamžitě poté zmínění odpadlíci utvořili spolu s několika poslanci, kteří odešli z Liberálně sociální unie, nový klub, později nazvaný klubem Liberální strany národně sociální. Stal se přímo i členem této strany a na sjezdu v roce 1995 se účastnil debat o směřování tohoto subjektu. Výsledek sjezdu ho ovšem zklamal. Kulička se zároveň vyjádřil v tom smyslu, že nyní vyčkává na kroky nového vedení LSNS a případně nevyloučil odchod ze strany. V lednu 1996 čelil kritice své strany, když v televizní debatě podpořil znovuzavedení trestu smrti. V té době již LSNS fungovala v rámci liberální centristické aliance SD-LSNS. Vedení SD-LSNS ale oznámilo, že Kuličku nehodlá ze strany vylučovat. Nakonec ale došlo k rozkolu a od února 1996 byl Kulička členem nového sněmovního klubu Občanského národního hnutí.
Profesně působí jako lékárník v Brně. Od 12.12. 1997 je členem KDU-ČSL.[zdroj?]